# 林文子
林文子（日语：／, 1946年5月5日—）是一位日本企业家和政治人物。

## 生平

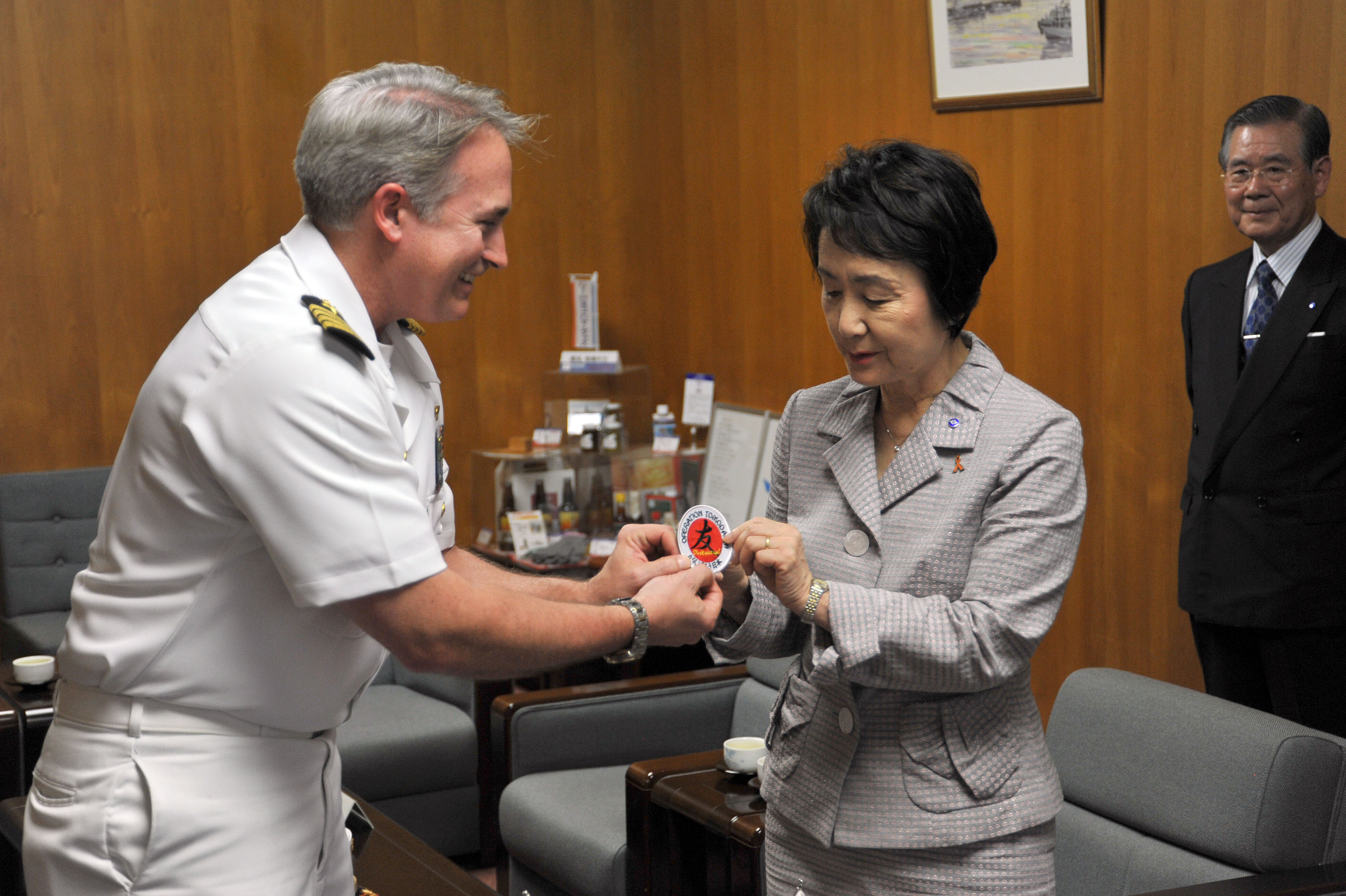
2011年5月会见厚木海军飞行场司令官

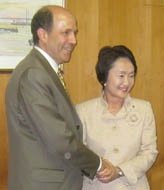
2009年9月8日会见美国驻日本大使

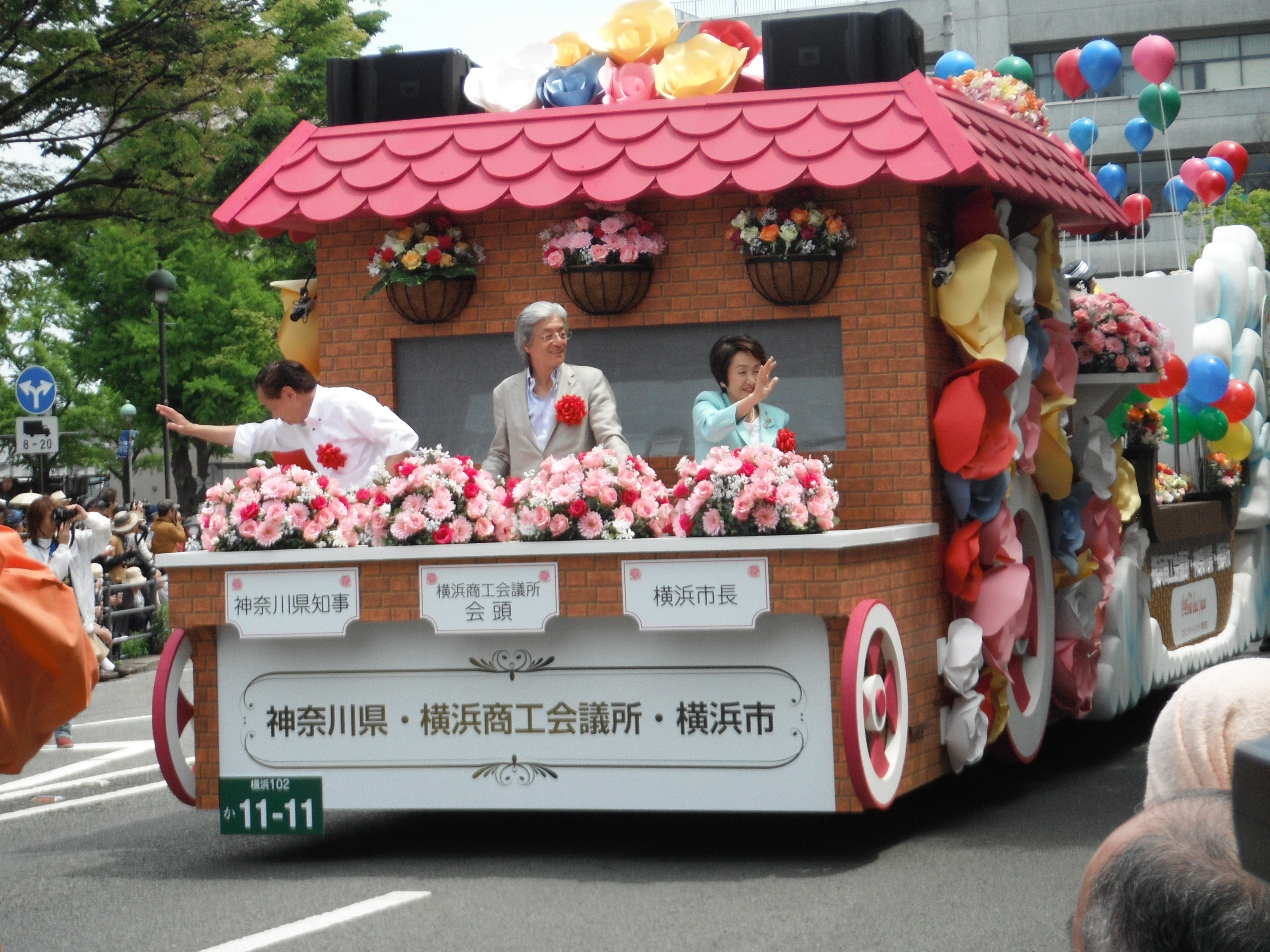
2017年花车游行

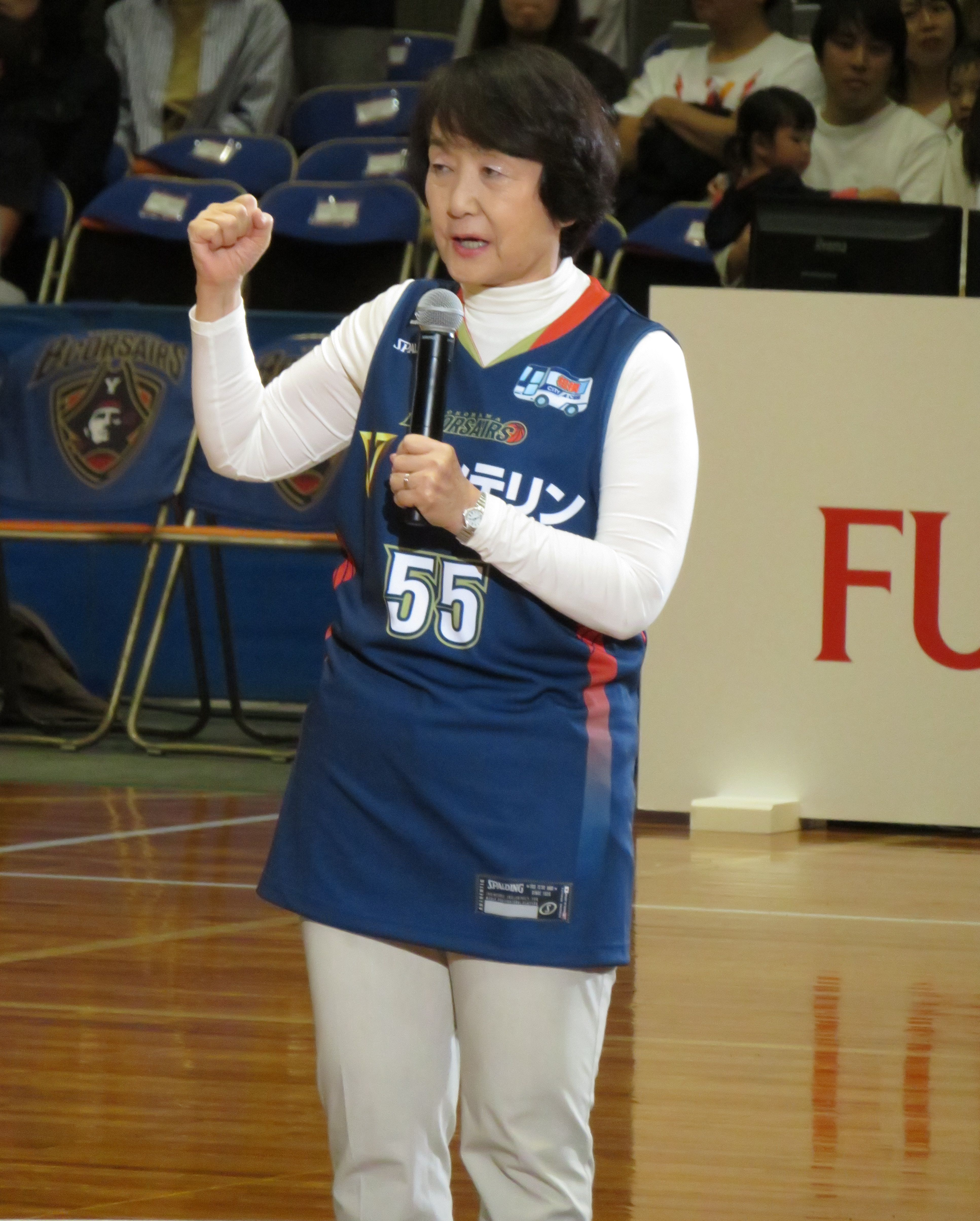
2018年10月18日在横滨文化体育馆

1946年出生于日本东京都，1965年毕业于东京都立青山高等学校，之后进入东丽，1977年担任本田汽车销售员，1987年进入宝马汽车东京事业部，1993年升任新宿支店店长，1999年转去大众汽车旗舰店担任店长，2003年返回宝马汽车东京事业部担任社长。2005年进入从汽车业转为零售业，担任大荣集团会长兼首席执行官。2008年又返回汽车业，担任日产汽车东京销售公司社长。2009年8月30日獲民主黨推薦參選横滨市长並於當日當選就任。
2013年及2017年當選連任横滨市長。2021年横滨市長選舉，由於不獲自民黨支持連任，但堅持參選到底，結果排名第三連任失敗，得票率只有13.06%。

## 荣誉

### 日本勋章奖章
- 旭日中绶章（2023年4月29日公布[5]）

### 外国勋章奖章
- 荣誉军团军官勋章（法国，2021年4月9日于东京颁发[6]）
- 大英帝国员佐勋章（英国，2022年[7]）

2006年《福布斯》评选为全球最具影响力女性，名列第39位，是日本女性最高排名。